# Encyclia pyriformis
Encyclia pyriformis là một loài lan trong chi Encyclia.